# トマス・レサナ
トマス・レサナ（Tomás Lezana、1994年2月16日 - ）は、プロD2USモントーバンに所属するラグビーユニオン選手。

## プロフィール
- アルゼンチン、サンティアゴ・デル・エステロ出身。
- ポジションはフランカー(FL)。
- 身長 186cm、体重 104kg
- U20アルゼンチン代表に選ばれたことがある[1]。
- アルゼンチン代表キャップは39（2021年2月現在）でラグビーワールドカップ2019のアルゼンチン代表に選ばれた[2]。

## 略歴
2016年、ハグアレスに加入。
2021年、フォースに加入。同年5月、スカーレッツに加入。
2023年、USモントーバンに加入。